# 塞巴斯蒂安·费尔南德斯
塞巴斯提安·布鲁诺·费尔南德斯·米列里纳（西班牙語：Sebastián Bruno Fernández Miglierina，1985年5月23日—）即塞巴·费尔南德斯（Seba Fernández），烏拉圭職業足球員，目前效力於烏拉圭甲組聯賽乌拉圭民族，司職前鋒。

## 榮譽
防卫者体育
- 烏甲聯賽：2007年春季

班菲尔德
- 阿甲联赛: 2009年春季

## 外部連結
- 馬拉加官方檔案 （英文）
- BDFutbol檔案 （页面存档备份，存于） （英文）
- 塞巴斯蒂安·费尔南德斯在 National-Football-Teams.com 上的出场纪录 （英文）
- 阿甲數據 （西班牙文）
- Transfermarkt檔案 （页面存档备份，存于） （英文）
- 2010年世界盃足球賽檔案 （英文）
- 塞巴斯蒂安·费尔南德斯 – FIFA國際賽競賽紀錄 (存檔) （英文）